# Mexikói szelindekdenevér
A mexikói szelindekdenevér vagy brazil szelindekdenevér (Tadarida brasiliensis) az emlősök (Mammalia) osztályának a denevérek (Chiroptera) rendjéhez, ezen belül a kis denevérek (Microchiroptera) alrendjéhez és a szelindekdenevérek (Molossidae) családjához tartozó faj.

## Elterjedése
Az Amerikai Egyesült Államok déli részétől Közép-Amerikán át Argentínáig fordul elő. A barlangokban él. A trópusi erdőkben, a trópusi monszunerdőkben, a lombhullató erdőkben, a tűlevelű erdőkben, a fenyér és hanságokban, a nyílt élőhelyeken és a sivatagokban fordul elő. A faj sok egyede tavasszal Mexikóból Texasba vonul, ahol szaporodik, majd ősszel visszatér.

## Megjelenése
A mexikói szelindekdenevérek szőre barna és hosszú a fülük. Testhosszuk 7 cm, ebből a farok 4 cm. A szárnyak fesztávolsága 280 mm. Testtömegük 15 g.

## Életmódja
Csoportosan pihenő denevérfaj, ezzel a tulajdonságával nem áll egyedül, ám a csoportlétszám tekintetében ez a faj csúcstartó, a texasi (USA) Bracken-barlangban 20 millió egyed él (többen, mint hazánk lakossága). Esetenként elképesztő látványt nyújt  az óriási denevértömeg kirajzása. A becslések szerint éjszakánként több mint 225 tonnányi rovart fogyasztanak el. A mexikói szelindekdenevér 8 évig él.